# 노 애공
노 애공(魯哀公, ? ~ 기원전 467년)은 노나라의 제27대 군주이다. 휘는 장(將)이다.

## 개요
노나라(현재 중국 산둥성 남부)의 제26대 군주 정공의 아들로 태어났다. 기원전 495년 여름, 노정공이 죽자 그 뒤를 이어 기원전 494년 정월(주력) 제27대 노후가 되었다.
즉위 중인 기원전 487년에 이웃 오나라에 공격을 받아 물리쳤으며, 그 후 제나라에 공격받아 패배했다. 기원전 485년에는 오나라와 함께 제나라를 침공하여 대승을 거두었다. 다음 해인 기원전 484년에는 제나라의 역공을 받았으며, 기원전 483년에 노나라 곡부 태생의 대유학자인 공자가 제나라 간공의 정벌을 권하지만 실현되지 않았다. 그로부터 3년 후인 기원전 481년, 제나라 간공이 재상 전항(田恒)에게 살해당하자, 공자가 다시 제나라 정벌을 세 차례나 권하지만, 애공은 들어주지 않았다. 기원전 471년에 애공은 진나라와 함께 제나라 정벌에 친정을 나갔다.
기원전 468년에 삼환씨에게 무력을 행사했으나, 이에 반발해 반란을 일으킨 삼환씨의 군사력에 굴복당해, 월나라로 추방되어 기원전 467년에 그 땅에서 죽었다.

## 공자와의 관계
애공은 노나라의 곡부 태생의 대유학자 공자가 만년일 때의 임금이며, 공자의 제자가 남긴 논어에는 대화 장면이 종종 등장하고 있다.

## 같이 보기
- 공묘
- 유약

| 선대 아버지 노 정공 송 | 제27대 노후(노나라 후작) 기원전 494년 ~ 기원전 468년 | 후대 아들 노 도공 영 |